# Хайнрих (Опелн-Фалкенберг)
Вижте пояснителната страница за други личности с името Хайнрих.
Хайнрих фон Фалкенберг (на немски: Heinrich von Falkenberg, Heinrich von Oppeln-Falkenberg; на полски: Henryk Niemodliński, * ок. 1340, † 14 септември 1382) е херцог на Опелн (днес Ополе) и от 1362/1365 г. херцог на Фалкенберг (днес Немодлин). Той е подчинен на Бохемската корона и произлиза от Ополския клон на силезийските Пясти.

## Биография
Той е третият син на херцог Болко II от Фалкенберг (1290/95 – 1362/65) и Еуфемия, дъщеря на Хайнрих VI, херцог на Бреслау.
След смъртта на братята му 16-годишният Хайннрих поема през 1369 г. сам управлението като херцог на Фалкенберг.
Хайнрих се жени през 1372 г. за Катарина (1352 – 1378), дъщеря на Йохан Хайнрих, маркграф на Моравия. Бракът е бездетен.
Хайнрих умира през 1382 г. и е погребан до съпругата си в църквата „Св. Бартоломей“ в Глоговек.